# Machcin (województwo wielkopolskie)
Machcin (pol. hist. Machcino) – wieś w Polsce położona w województwie wielkopolskim, w powiecie kościańskim, w gminie Śmigiel.

## Historia
Wieś pierwotnie związana była z Wielkopolską. Ma metrykę średniowieczną i istnieje co najmniej od końca XII wieku. Wymieniona w dokumencie zapisanym po łacinie z 1181 Machcino, 1258 Machtino, 1415 Machcino, Machczino.
Początkowo była to własność klasztorna, przynależna do opactwa benedyktyńskiego w Lubiniu), a następnie należała do lokalnej szlachty wielkopolskiej z rodu Gryżyńskich, Kotwiczów, Leszczyńskich, Dłuskich, Krzyckich
W 1444 miejscowość należała do powiatu kościańskiego Korony Królestwa Polskiego. W 1510 należała do parafii Charbielin.
Pierwszy zapis w jakim wymieniona została wieś pochodzi z 1181 i jest dokumentem wystawionym przez kancelarię księcia wielkopolskiego Władysława Laskonogiego Wymieniającym m.in. wieś Machcin pośród posiadłości benedynów lubińskich. Wieś podlegała wówczas setnikowi w Kuszkowie. Analogiczny dokument wystawiony został w 1258 przez Bolesława Pobożnego, który wymienia wśród posiadłości tychże benedktynów m.in. Mchcin, który podlega setnikowi w Kuszkowie.
W latach 1415–1439 połowa wsi znajdowała się w posiadaniu rodu Gryżyńskich. W 1415 stolnik poznański Przybysław Gryżyński właściciel Gryżyny oraz Brenny, przedstawił w sądzie ziemskim dokumenty nabycia wsi Machcin oraz pozwał Henryka Kotwicza ze Szczepankowa o to, że wraz z 12 szlachcicami i 20 osobami niższego stanu napadł zbrojnie na Machcin. W 1439 Andrzej Jaszkowski syn Wyszaka Gryżyńskiego pozwał swoich braci stryjecznych Andrzeja i Wojsława synów Jana Gryżyńskiego z Gryżyny o równy podział spadku po zmarłym stryju Przybysławie Gryżyńskim. W skład procesowych dóbr spadkowych wchodziła m.in. wieś Machcin.
W 1421 oficjał benedyktynów poleca Dziersławowi plebanowi w Charbielinie, aby udowodnił swoje prawa do dziesięciny ze wsi: Sokołowo (obecnie Sokołowice), Dłużyna, Koła oraz Machcin. W 1423 poborca dziesięcin Ziemięta prowadził spór sądowy z wieśniakami z M. i Sokołowa o wysokość dziesięcin. Chłopów w procesie sądowym reprezentował Jan pleban z Charbielina.
1444 jako właściciel odnotowany został w dokumentach sądowych Henryk Kotwicz  posiadacz Machcina oraz jeziora Dominice, który pozwany został przez Mikołaja Niałeckiego o to, że mu nie uwolnił Niałka Wielkiego od roszczeń innych osób, oraz o to, że dwukrotnie nie stawił się w sądzie. Sąd przysądził Mikołajowi Niałeckiemu wwiązanie w majętności w Machcinie oraz w jezioro Dominice na tak długo, dopóki Kotwicz nie uwolni mu Niałka Wielkiego. W 1590 Stanisław Krzycki herbu Kotwicz syn burgrabii ziemskiego wschowskiego Krzysztofa Krzyckiego dał swoje części w Machcinie bratu stryjecznemu Janowi Krzyckiemu synowi Andrzeja, a w zamian otrzymał od niego 6 kmieci osiadłych we wsi Nowa Wieś.
W latach 1444–1462 właścicielem wsi był kasztelan przemęcki Rafał Leszczyński. W 1444 kupił on Machcin za 600 grzywien od Henryka Kotwicza z Gołanic. W 1488 Hincza Dłuski herbu Kotwicz, ze wsi Długie Stare w powiecie wschowskim zapisał swojej żonie Barbarze po 100 grzywien posagu oraz wiana na Machcinie. 
W 1510 wieś Machcin została odnotowana jako w całości zasiedlona. W 1530 miał w niej miejsce pobór podatków od 5 łanów oraz od karczmy. W 1563 pobrano podatki od 13 łanów i karczmy dziedzicznej. W 1581 pobór miał miejsce od 11,5 łana, 2 zagrodników, jednego biednego komornika oraz od wiatraka dorocznego.
W wyniku II rozbioru Rzeczypospolitej w 1793, miejscowość przeszła w posiadanie Prus i jak cała Wielkopolska znalazła się w zaborze pruskim. W okresie Wielkiego Księstwa Poznańskiego (1815-1848) miejscowość wzmiankowana jako Machcin należała do wsi większych w ówczesnym pruskim powiecie Kosten rejencji poznańskiej. Machcin należał do okręgu śmigielskiego tego powiatu i stanowił siedzibę majątku Machcin, który należał wówczas do Micary. Według spisu urzędowego z 1837 roku Machcin liczył 221 mieszkańców, którzy zamieszkiwali 20 dymów (domostw).
W latach 1975–1998 miejscowość administracyjnie należała do województwa leszczyńskiego.